# Бежко Ольга Анатоліївна
О́льга Анато́ліївна Бежко́ (* 1987) — українська альпіністка та тренерка. Дворазова чемпіонка першості світу зі спортивного скелелазіння.

## З життєпису
Народилась 1987 року. Представляла місто Дніпропетровськ. Тренерки — Куршакова Валентина Вікторівна та Перлова Наталія. 
Від 2007 року — тренерка секції скелелазіння.
Призерка та переможниця національних змагань. Чемпіонат світу серед юніорів-2006; складність — 5-та.
Чемпіонат світу серед юніорів-2006; швидкість — золота нагорода. Чемпіонат Європи зі скелелазіння 2006 — бронзова медаль в болдерингу.